# Teinostachyum
Teinostachyum es un género monotípico de plantas herbáceas perteneciente a la familia de las poáceas. Es originario de la India.
Algunos autores lo incluyen en el género Schizostachyum.

## Especies
- Teinostachyum attenuatum (Davidsea attenuata)
- Teinostachyum beddomei
- Teinostachyum crinitum
- Teinostachyum dullooa
- Teinostachyum griffithii
- Teinostachyum helferi
- Teinostachyum maculatum
- Teinostachyum schisostachyoides
- Teinostachyum schizostachyoides
- Teinostachyum wightii